# Partula emersoni
Espèce
Statut de conservation UICN

 CR D : 
En danger critique
Partula emersoni est une espèce d'escargots terrestres appartenant à la famille des Partulidae. Endémique à la Micronésie, cette espèce est menacée de disparition.